# Tiny Broadwick

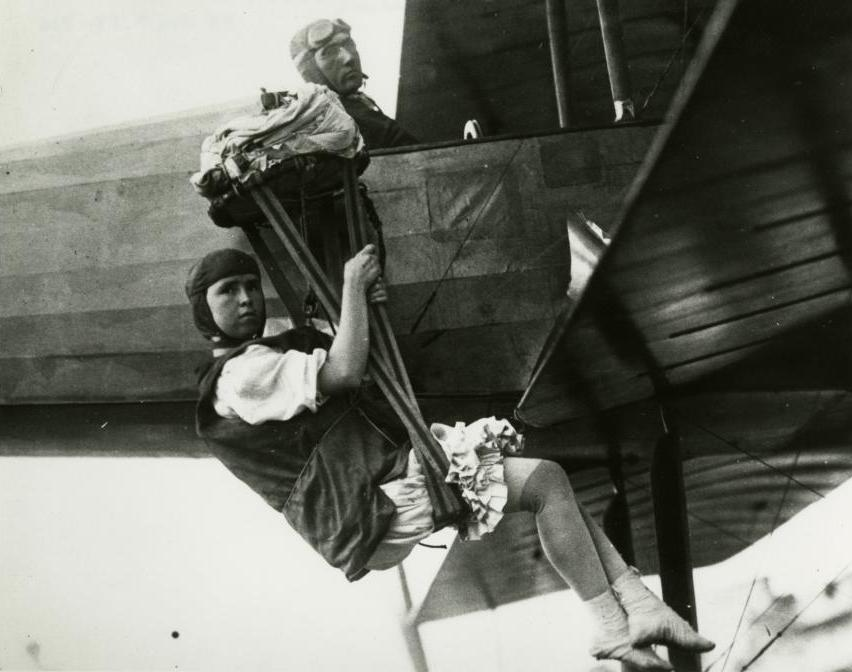
Broadwick redo att hoppa från ett flygplan.

Georgia Ann "Tiny" Thompson Broadwick, född 8 april 1893 i Oxford, North Carolina, död 25 augusti 1978 i Long Beach, Kalifornien, eller Georgia Broadwick, tidigare känd som Georgia Jacobs, och senare känd som Georgia Brown, var en amerikansk banbrytare fallskärmshoppare och uppfinnaren av ripcord-linan.
Hon var den första kvinnan som hoppade från ett flygplan och den första som hoppade från ett sjöflygplan.
Broadwick drog sig tillbaka från fallskärmshoppningen 1922 på grund av problem med vristerna. Hon sades då ha gjort över 1100 hopp. Även om hon inte var en pilot, var hon en av de få kvinnliga medlemmarna i Early Birds of Aviation.